# 東京新聞
東京新聞（とうきょうしんぶん）は、中日新聞東京本社が発行する日刊一般新聞（一般紙）。
かつては東京新聞社が発行する新聞であったが、1967年（昭和42年）10月から中部日本新聞社（現・中日新聞社）の傘下に入った。

## 概説
東京都を中心とした関東地方のブロック紙である。発行対象地域は東京都、埼玉県、千葉県、神奈川県、茨城県、栃木県、群馬県及び静岡県（西部を除く）。
兄弟紙の中日新聞、北陸中日新聞、日刊県民福井やブロック紙3社連合に属する北海道新聞、西日本新聞などとのネットワークを活用し、地域の話題から国内外のニュースを読者に提供する。
月極め購読料は、朝夕刊セット版が3,980円、統合版は3,400円、電子版は3,450円である。1部売り価格は朝刊が140円、夕刊が50円となっている。
前身の都新聞は1884年9月25日に今日新聞（こんにちしんぶん）として創刊した。1944年5月から東京唯一の夕刊専門紙となった。戦後の1956年（昭和31年）3月から朝刊も発行しだしたが、当時は親米・反共を旨とする保守系紙だった。1963年（昭和38年）11月、中部日本新聞社（現中日新聞社）と業務提携、1967年（昭和42年）10月からは中日新聞社の傘下に入った。
1965年（昭和40年）から2006年（平成18年）まで本社があった東京都港区港南の品川分室は、中日新聞社が土地を所有したまま高層オフィスビル『品川フロントビル』に建て替えられた。
2024年（令和6年）7月18日、東京都区部を除き、夕刊の配達を同年8月31日で終了する事を発表した。また、用紙や燃料費などが高騰していることを受けて、同年9月1日から朝夕刊セット版の月極め購読料を3,980円（税込）にすることも合わせて発表した。

## 事業所

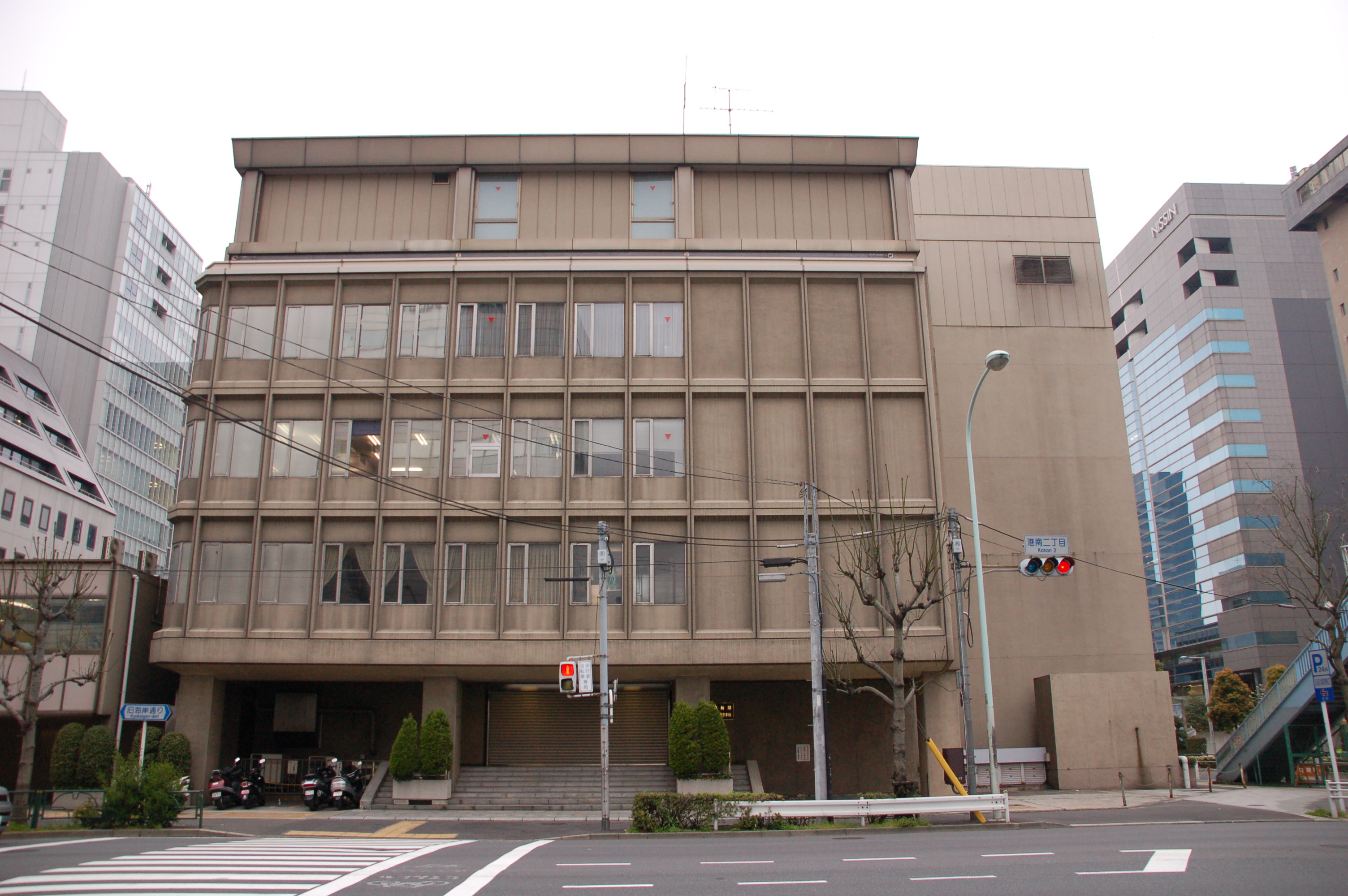
東京新聞旧品川分室（2006年9月までは東京新聞=中日新聞東京本社屋）

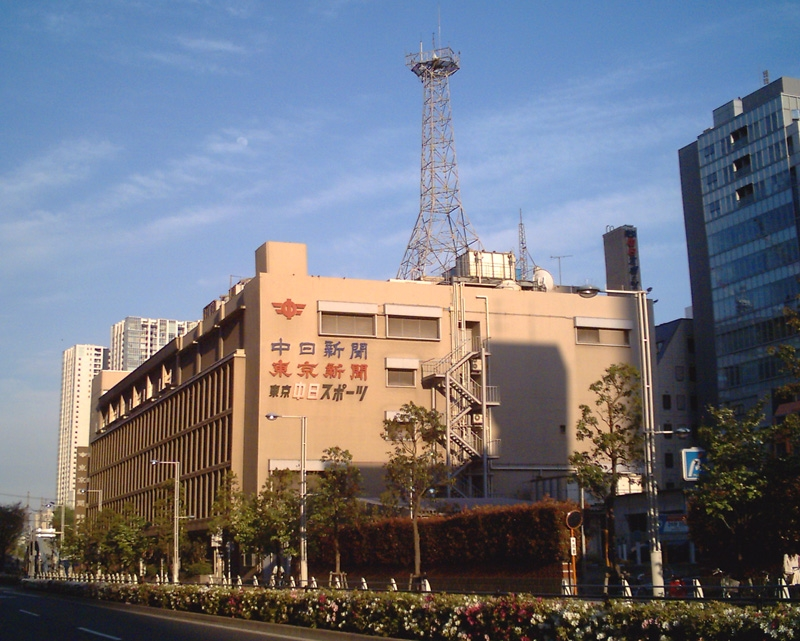
東京新聞旧品川分室（別角度から）

- 中日新聞東京本社：東京都千代田区内幸町2丁目1番4号 中日ビルディング（2006年10月1日より）
- したまち支局：東京都台東区雷門2丁目4番9号
- 立川支局：東京都立川市曙町1丁目13−11
- 福島特別支局：福島県福島市太田町13番17号 福島民報社4階（2012年12月1日開局）
- 水戸支局：茨城県水戸市三の丸1丁目4−73
- 宇都宮支局：栃木県宇都宮市本町9−12
- 足利支局：栃木県足利市緑町1丁目3254−A
- 前橋支局：群馬県前橋市大手町2丁目5−4
- さいたま支局：埼玉県さいたま市浦和区高砂3丁目12−24
- 千葉支局：千葉県千葉市中央区中央3丁目4−8
- 横浜支局：神奈川県横浜市中区弁天通4丁目52
- 横須賀支局：神奈川県横須賀市本町2丁目1−22
- 川崎支局：神奈川県川崎市川崎区砂子1丁目1−14
- 通信局・部:武蔵野、八王子、町田、小田原、相模原、鎌倉、厚木、麻生（川崎）、中原（川崎）、船橋、松戸、成田、木更津、市川、熊谷、川越、越谷、羽生、秩父、高崎、安中、桐生、沼田、太田、小山、つくば、土浦、取手、筑西

## 歴史
1884年（明治17年）に東京・京橋で「今日（こんにち）新聞」として創刊されたのが始まりである。1886年（明治19年）には「都（みやこ）新聞」と題号を改めた。福田英助が経営にあたって以降、社会面や花柳・芸能界の話題、そして市況情報や文芸欄を充実させる等大衆を重視した紙面作りで部数を伸ばし、優良経営を誇った。しかし、戦時体制下は国策に沿った「一県一紙制」により1942年10月1日、「國民新聞」（こくみんしんぶん、1890年創刊）と合同して「東京新聞」が夕刊紙として創刊。東京新聞創刊後も、経営の主導権は一貫して旧都新聞の福田家が握り続けた。論調は、旧國民新聞以来の保守強硬路線を採用した。

### 戦後の反共・親米路線
戦後、1952年（昭和27年）の主権回復後、親米・反共へと傾いた。
1955年（昭和30年）新聞販売競争の中、付録として「週刊東京」を刊行（翌年、独立の週刊誌として本格発行）、また1956年3月23日から朝刊を発行する。都市読者の変化に対応出来ず、朝刊発行などの拡大策が裏目に出て、経営不振となった。
1961年（昭和36年）、東京新聞社は社団法人から株式会社に改組した。1963年11月、名古屋の中部日本新聞社（現在の中日新聞社）が経営に参加（業務提携）を開始した。

### 中部日本新聞社（現:中日新聞社）による買収以後
1967年（昭和42年）10月、東京新聞社は中部日本新聞社に事業を譲渡する。中部日本新聞への譲渡以降、国民新聞時代からの右寄り姿勢から中部日本新聞（中日新聞本社）と同様の革新・左派路線に論調が変化している（後述）。

なお、中部日本新聞社は1956年に東京・内幸町（日比谷）に東京支社を開設し、スポーツ・芸能ニュースなどの大衆紙「東京中日新聞」（現・東京中日スポーツ）の発行を開始していた。
中部日本新聞（現・中日新聞）は当時、読売新聞と報道協定を結んでいたが、東京新聞の経営に関わることになったため、読売との協定を解消した。そして、中部日本新聞東京支社と同じ日比谷に本社・編集部があった東京新聞を傘下に収めることで、本格的な東京進出への礎石を築いた。1965年（昭和40年）5月、東京都港区港南二丁目の国鉄・京浜急行品川駅港南口に東京の拠点となる新社屋が完成した。
1967年9月30日、中部日本新聞社が東京新聞社の東京新聞の発行と、編集・販売などそれに付帯する一切の業務を譲り受けた。翌日の10月1日付から「東京新聞」は中日グループの関東地方の基幹紙として再スタートを切った。これ以降、東京新聞社は商号保全のための休眠会社として中部日本新聞社→中日新聞社の傘下で法人格のみ存続している。尚、東京新聞社には合併以前にも、東京新聞の前身の一つである「國民新聞」に、これまた中部日本新聞社の前身の一つである新愛知新聞社が、東京新聞成立時まで経営に携わっていたという経緯がある。
2004年9月に、創刊から満120年を迎えた。

2006年10月1日に本社を、中日新聞が最初に東京に進出した地である日比谷の日比谷中日ビルに移転（それまでは日比谷分室だったが、施設拡充を行い編集・事業の全ての部門を集約）し、それまでの本社（港区港南）は品川分室となった。その後2008年9月に社屋の老朽化により閉鎖され、跡地には中日新聞社主導による再開発ビル「品川フロントビル」が2010年秋に完成した。品川フロントビルは、豊田通商がほぼ全館を借り切って東京本社を置いた。
2011年4月1日、朝日新聞社と中日新聞社グループの相互委託印刷提携により、川崎市周辺を中心とした地域の新聞を朝日新聞グループ会社の「朝日プリンテック・川崎工場」に委託印刷することになった。なお、この逆で中日新聞北陸本社が発行する北陸中日新聞の印刷拠点である金沢市の幸工場で、北陸地方向けの朝日新聞（大阪本社版）の受託印刷が開始された。
2012年12月1日、福島市に福島特別支局を福島民報社4階に開設。中日新聞系列で新聞を発行していない地域での開設は京都支局（閉鎖）と同福島特別支局のみ。東北地方で初めての支局であり、中日新聞社系列の取材拠点として機能する。
2021年4月1日、朝刊1面のレイアウトを大幅リニューアル。これと同時に、4コマ漫画「ねえ、ぴよちゃん」が社会面から最終面に移動した。
2024年7月17日、朝刊にて東京23区以外での夕刊配達を同年8月末で終了することを発表。また月ぎめ料金を3400円、一部売りを120円から140円に値上げすることを発表した。
2025年6月14日、夕刊にて同年8月から土曜日夕刊の発行を休止することを発表した。

## 配布地域・発行部数
| 年次   | 朝刊部数 |
| ------ | -------- |
| 2010年 | 55万部   |
| 2011年 | 54万部   |
| 2012年 | 53万部   |
| 2013年 | 53万部   |
| 2014年 | 52万部   |
| 2015年 | 51万部   |
| 2016年 | 49万部   |
| 2017年 | 48万部   |
| 2018年 | 46万部   |
| 2019年 | 43万部   |
| 2020年 | 41万部   |
| 2021年 | 40万部   |
| 2022年 | 39万部   |
| 2023年 | 37万部   |
| 2024年 | 36万部   |
| 2025年 | 35万部   |

関東各都県（東京都・神奈川県・埼玉県・千葉県・茨城県・栃木県・群馬県）と静岡県（西部(遠州地方)を除く）を主要配布（販売）対象地域とする。
ただし朝夕刊セット版は東京23区のみで、その他の地域では朝刊のみの統合版を発行する。また東京都の小笠原諸島では他の主要紙と同じく配達されない。

なお静岡県では、伊豆地方の全域と駿河地方のうち県東部の全域においては東京新聞のみを宅配・即売とも扱っている。富士川以西と大井川以東の間（駿河地方のうち富士川以西）の都市部では中日新聞との併売エリアであり、宅配のみの扱いとなっており即売はほとんど行われていない。大井川以西の遠州地方では中日新聞のみの宅配・即売となっている。

東京新聞を主の取り扱いとする専売店はほとんどなく、関東地方では元来、毎日新聞東京本社と提携して傘下の大半の販売店で取り扱ってもらっている。その他朝日新聞や日本経済新聞など他紙販売店に委託したり、毎日新聞を扱う合売店に取り扱ってもらうなどしている。なお、一部地域では東京新聞と東京中日スポーツで取り扱い販売店が異なる場合がある。
東京新聞の配達エリア外では他の地方紙同様・郵送購読制度を利用するのが普通だが、中日新聞の販売店では宅配に限って1日遅れで月極購読できることもある。

## 紙面

### 論調
旧東京新聞社が発行していた時代は、経営の主導権を旧都新聞出身者が握っていたが、紙面での論調は旧國民新聞のそれを取り入れ、保守強硬路線を採った。当時は、産経新聞が正論路線を本格化させる前で、読売新聞も現在ほど右寄りではなかった。
昭和30年代以降東京新聞の右寄り論調は都内の読者層には合わず、経営不振に陥った。1963年11月、中部日本新聞社（現中日新聞社）と業務提携以降は、社説や論調は原則的に中日新聞と同一となり、戦後の中日新聞社の総路線である中道左派、進歩主義（革新）的な思潮に変化していった。現在では親会社の中日新聞社以上に左翼的な論調である。

ただし、名古屋本部が愛知県政、名古屋市政など中京圏特有の課題を掲載する場合は、東京本社で独自に差し替える場合もある。特に社説では毎年1月3日には、特段大きいニュースがない限り各本社独自の社説を載せるのが恒例となっている。なお社説は中日新聞同様、本文の内容を要約したリード文が付随する（1970年3月より）。

### サンデー版
毎週日曜日には「サンデー版」が付録として添付される。サンデー版は8頁建てで、1面と最終面を大きく使って、学校授業でも使えるような「大図解」を展開。中身は週間テレビ表や読み物、クロスワードなどが収録されている。大図解などは一部のブロック紙や地方紙各社にも配給されている。

### エイプリルフール
毎年4月1日はエイプリルフールにちなみ、日頃調査報道を行っている「こちら特報部」にて「本当のような嘘の記事」を掲載する。この日に掲載される該当面のコラムについてもその日の担当者に嘘のコラムを書いて貰うように依頼したり、2008年からは企業による協力で広告スペースについても嘘の内容を掲載している。ただし、2009年はこれまでと趣旨を変え、「嘘のような本当の記事」を掲載した。

### 中日新聞との共有記事
中日新聞社では、外報部と政治部は東京本社にのみ設置されており、国際欄および夕刊に掲載されている「世界の街角から」は東京本社で制作、中日・東京の両紙共に同一内容を掲載している。
生活家庭面については、主に名古屋本部で製作されたものを掲載しており、中京圏関連の話題が多いが、独自の記事として旧東京新聞社時代から続く読者投書欄「あけくれ」が掲載されている。その他にも、中日新聞に長年連載されていた岡井隆の「けさのことば」(21世紀に入ってから東京新聞でも掲載)は東京新聞では朝刊3面に掲載されていた。

中日新聞社発行各紙や北海道新聞、西日本新聞などブロック紙3社連合に加盟している新聞に掲載される小説や4コマ漫画（朝刊は、2007年3月8日まで佃公彦作の「ほのぼの君」、同年7月1日から2011年12月31日まではさくらももこ作の「ちびまる子ちゃん」、2012年2月1日から2017年3月31日までは森栗丸作の「おーい 栗之助」、2017年4月1日からは青沼貴子の「ねえ、ぴよちゃん」を連載）は、中日新聞東京本社から配信される。それに加え、五木寛之作の小説「親鸞 激動篇」・「親鸞 完結篇」は3社連合以外の地方紙（中国新聞・大阪日日新聞・福島民報・秋田魁新報・岩手日報・新潟日報や中日新聞と競合関係にある静岡新聞・岐阜新聞）などにも配信をしたため話題になっている。
2015年1月1日付朝刊から中日新聞・北陸中日新聞との共同企画として、戦後70年企画「平和の俳句」（読者投稿による平和にまつわる俳句。選者は金子兜太・いとうせいこう）を1面で掲載している。

### 宣伝
購読申し込みフリーダイヤルの電話番号をもじった「お風呂できゅきゅきゅ、東京新聞」のCMコピーのうち、以前はこのCMコピーをイメージした親子が風呂に入っているCMや、アニメーションのCMが放送されていたが、2007年6月からは北村総一朗と紺野まひるをイメージキャラクターにした、「問う、きょう。」「これからのパートナー。」をCMコピーにした新しいCMシリーズが放送されていた、2008年3月からは、北村に代わり、東京出身のなぎら健壱と前回のCMキャラクターであった、紺野まひるをイメージキャラクターにした、「東京ほっと」シリーズに変わった。また、TOKYO MXとテレ玉では、東京新聞舞踊コンクール入賞者によるダンス画像に、「東京の鼓動を伝える」をキャッチフレーズにした、東京MXテレビ開局時に制作されたCMを流すことがある。2011年3月10日より吉瀬美智子が主演のCMに変更をした。吉瀬と松尾貴史の競演CMも流れる場合もあった。その後、女優の米倉涼子の出演バージョンを経て、2016年3月からは、お笑いコンビ・ピースの又吉直樹と元宝塚歌劇団で女優の遼河はるひが出演したCMを経て、2017年度は女優の杉咲花とお笑いコンビ・ドランクドラゴンの塚地武雅が共演するCMが放送されていた。2020年2月現在はタレントでジャーナリストのモーリー・ロバートソンが出演しているバージョンが放送されていた。2020年からは吉田戦車の漫画『伝染るんです。』に登場するキャラクター「かわうそ君」を起用、24年2月末まで使用された。
テレビCMはTBSテレビ・フジテレビ・テレビ朝日・テレビ東京やTOKYO MX・tvk・チバテレビ・テレ玉で、ラジオではTBSラジオ・ニッポン放送で流しており、チバテレビなど、各地域で最後が少し異なるバージョンのものが放送されている。

### ふるさと新聞
遅くとも1997年（平成9年）4月から2008年（平成20年）10月ごろまで、（1997年4月時点では木曜日、2008年9月から10月時点では火曜日の）夕刊には日本各地の新聞社から提供されたローカル記事を掲載する「ふるさと新聞」というコーナーがあった。

## 不祥事・批判
下記の1967年10月以降の東京新聞社が中日新聞社の傘下になって以降の不祥事や批判である。
- 1974年に津川雅彦・朝丘雪路夫妻の長女で後に女優となる真由子が誘拐された際、津川の自業自得であるかのような論調の記事を掲載した。
- 2017年9月1日、官房長官記者会見で東京新聞の記者が不適切な発言を行ったとして、首相官邸報道室が書面で抗議を行った。記者会見での記者の質問に官邸報道室が注意喚起をすることはあったが、文書での抗議は異例で、東京新聞の首相官邸キャップは内閣記者会の常駐各社に書面を配布した[12][13]。9月14日、官房長官記者会見で東京新聞記者が「注意文書のことが産経新聞になぜかリークとして記事が出て個人への誹謗中傷が進んでいる」と発言。産経新聞は「事実無根で看過できない」として発言撤回を求める抗議文を東京新聞編集局長宛てに送付し、東京新聞はこのリーク発言に対し「事実ではありませんでした。抗議を真摯に受け止め、発言を撤回いたします」と19日付の文書で産経新聞に対して謝罪した[14]。
- 宇野常寛は2020年4月18日に自身のNOTEで自著『遅いインターネット』が東京新聞の書評で、かなり酷評されたことを書いたが、自身の批判は当然かいて良いと前提したうえで、同書評は宇野の同書で書いている論と、異なる論を宇野の論であると紹介し宇野を批判した内容であると、宇野は指摘し、東京新聞に抗議するも、文化部長の増田恵美子記者から「訂正・謝罪記事は書かない」との返信を受け、その対応も「東京新聞が粘り強く批判を続けている安倍晋三首相のそれとソックリ」「仮にも報道機関が、事実に反する記事を掲載してしまったというのに、それは解釈の問題だと述べて、誤魔化したのだ。それって「募ってはいるが募集はしていない」と言って誤魔化した現政権とどこが違うのだろうか。」と批判したが[15]、後に東京新聞は宇野への訂正・謝罪記事を書いた[16]。
- 2020年4月30日付朝刊一面で「抗体検査5.9%陽性　市中感染の可能性　都内の希望者200人調査」の見出しで、久住英二医師が理事長を務めるクリニックで実施した新型コロナウイルスの抗体検査の結果を報じたが[17]、読者や専門家から「検査対象に偏りがあり、誤解を与える」との批判を受け、5月12日付朝刊に「検査対象が広く一般の人たちを代表しているとは言えず、誤解を与える危険性があるとの批判を重く受け止める」旨の訂正記事を掲載した[18]。京都大学ウイルス・再生医科学研究所の宮沢孝幸准教授は、検査対象の偏りに加え、研究で使用された抗体検査キットの実効性について、日本感染症学会等から疑義が呈されており、掲載したことの道義的責任は重いと指摘した[19]。
- 東京新聞の40代の記者が2020年9月4日、厚生労働省の職員を取材した際、机をたたいて怒鳴ったり職員の資料を奪ったりする等の暴力的な行為を行った。中日新聞社は2020年11月1日付でこの記者を停職2週間とする懲戒処分を決めた[20][21]。
- 2022年8月、東京大学の学生が新型コロナ感染による授業欠席で救済措置を受けられずに「単位不認定」となったことについて、7月17日付の朝刊で「東大、コロナ巡り理不尽な対応」「最難関大のおごり」と報じた。会見3日前の8月1日付の特別報道部（特報部）による記事でも、約1500字の記事中に東大側意見は88字のみで、学生側の言い分やそれに沿った言論者による東大批判に割いていた。東京大学側は、記事は東京大学によるコロナ感染への一般的な対応と、特定の学生が特定科目の単位習得失敗で留年となったことという「まったく相互に無関係の事象」を「あたかも二つがリンクしているかのように読者に対して印象づける」もので、「ジャーナリズムとしてあるべき取材の適正性、事態の全体を視野に入れた上での記事の公平性・公正性に大幅に悖る」として、抗議文を出した[22][23]。
- 2023年3月7日付web版首都圏ニュースのコラム「突撃イバラキ」において、同紙水戸支局の記者が茨城県内の一部地域での食文化とされているカラス（ハシブトガラス・ハシボソガラス）料理の食事会に参加したレポートを掲載し、その中で供された「醤油漬けにされたカラスの胸肉の刺身」について「究極のジビエ」として紹介した。記事内では茨城県生活衛生課の「食中毒のリスクはかなりある。禁止されているわけではないが、控えてほしい」との見解やカラス料理研究家の著書を引用して「生食は絶対にやめましょう」とした一方、「貴重な食文化がゲテモノ扱いされたまま先細ってしまうのはあまりにも惜しい」とも述べた[24]。

この記事が配信された直後から、医師や科学ジャーナリストなどから「ジビエの生食は死亡するリスクがあり、真似をする人が出かねない」などといった批判や否定的な意見がSNSなどで相次いで投稿され、厚生労働省のTwitterアカウントでも同月8日に「シカ、イノシシ等の野獣やカモ、カラス等の野鳥は病原体を保有している可能性があり、その肉や内臓を生食することは非常に危険です。ジビエは中心部までしっかり加熱して食べましょう。」とジビエの生食を避けるよう啓発する投稿を行うなど、同記事に対する批判が相次いだ。東京新聞はJ-CASTニュースの取材に対して「記事で掲載した通りです」とのみコメントしている。
- 2023年6月8日、鈴木宗男参議院議員は、参議院法務委員会での入管難民法改正案採決を巡り、東京新聞の記者である望月衣塑子が傍聴席から不規則発言を行い「院の秩序を乱した」と非難した。報告を受けた参議院議院運営委員会は同日の理事会で、法務委員会理事会で今後の対応を協議していくこととした[27]。
- 鶴岡路人は2023年7月14日のロシア・ウクライナ戦争の社説について、「東京新聞のあまりにひどい社説。まともな文がほとんどない。政治的立場や解釈については種々ありえても、新聞であれば、少なくとも事実関係は踏まえて欲しい。そうでないと噛み合った議論にならず、残念」と批判し[28]、細谷雄一も「これは、大学のテストであれば「不合格」かも。」と投稿[29]。
- 2025年2月10日、同新聞の記者である望月衣塑子が、映像ジャーナリストの伊藤詩織が自らの性暴力被害をモチーフとして制作したドキュメンタリー映画『ブラック・ボックス・ダイアリーズ』をめぐり執筆した記事について、伊藤が「利己的な人物であるとの印象を植え付ける内容で、名誉を毀損された」などとして、望月を相手取り330万円の損害賠償を求め、東京地方裁判所に提訴した[30]。

望月についての、産経新聞や毎日新聞、菅野完、室井佑月等の批判は、望月衣塑子の評価の欄を参照。
- 2025年4月21日 - 中日新聞東京本社の40代販売局社員が、横浜市中区で路上に駐車されていた乗用車に自転車をたたきつけたうえ、止めに入った20代男性の頭を腕で抱え込むなどの暴行を加えたとして、器物損壊と暴行の疑いで現行犯逮捕。[31]

## コラム
- 朝刊のコラムのタイトルは「筆洗」（ひっせん）。基本的には中日新聞・北陸中日新聞のコラム「中日春秋」と同一の内容だが、日によって東京新聞独自の内容になることもある（原則木曜日）。
- 2011年4月1日より、夕刊で掲載されているコラムの題名が「放射線」から中日新聞・北陸中日新聞で付けられている「紙つぶて」に統一された。東北地方太平洋沖地震（東日本大震災）で発生した福島第一原発事故に鑑みたものである。

## 地方版
東京都
- 都心版（千代田区、中央区、港区、新宿区、江東区、品川区、大田区）

※東京都島嶼部には原則として都心版が販売・配布されている。小笠原諸島には輸送上の関係で毎週1回、一週間分の新聞がまとめて送られる。
- 山手版（目黒区、世田谷区、渋谷区、中野区、杉並区、豊島区、板橋区、練馬区）
- したまち版（台東区、墨田区、文京区、北区、荒川区、足立区、葛飾区、江戸川区）
- 多摩武蔵野版（武蔵野市、三鷹市、西東京市、立川市、八王子市、調布市、町田市、多摩市、稲城市、狛江市、府中市、小金井市、小平市、国分寺市、東村山市、東久留米市、清瀬市、東大和市、武蔵村山市、昭島市、日野市、福生市、羽村市、青梅市、あきる野市、奥多摩町、日の出町、檜原村）

神奈川県
- 横浜版（横浜市全域）
- 川崎版（川崎市全域）
- 神奈川版（横須賀市と湘南・相模地域）

千葉県
- 千葉中央版（千葉市、船橋市など）
- 千葉房総版

埼玉県
- 埼玉中央版（さいたま市、川口市など）
- 埼玉版（夕刊が発行していない地域）

その他の地域
- 茨城版
- 群馬・栃木版

※群馬・栃木の地方版を統合、北関東2県のニュースを掲載。
- 静岡版（静岡市より東の市、町）

※上記以外の静岡県の市、町（概ね焼津市、藤枝市より西）は中日新聞東海本社（浜松市）発行による中日新聞の配布エリアになる。ただし、静岡市と富士市、富士宮市は東京新聞・中日新聞両紙の配布エリアとなっており、両紙を取り扱う新聞販売店が存在するが、そのうち富士市・富士宮市は2021年1月以降、東京新聞のみの配布となった。

## 番組表
東京新聞朝刊のテレビ・ラジオ番組面は、抜き取って利用できるよう、紙面の中央の頁に掲載されている。従来は一部の日を除いて薄茶色地の頁になっていたが、現在では全頁フルカラーとなっている。また、ドラマ、映画の番組欄には2行の解説記事が掲載されている（19時以後のみ）。かつては中日新聞、中日スポーツなど中日グループ各紙も同様にドラマ、映画の番組欄に2行の解説記事を載せていた。
東京新聞（中日新聞社）が資本参加している度合いの大きいTOKYO MXにおいては、東京都を放送対象地域とする独立局にも拘らず、NHKなどと同じ面に同サイズで列べて番組表が掲載されており、開局数日前から2014年3月まではフルサイズで、2014年4月からはMXが24時間マルチチャンネル編成を開始したのを受けて、上下2段ハーフサイズでMX1とMX2両チャンネルを掲載している。また、2007年5月の紙面刷新に合わせて、TOKYO MX以外の関東独立局5局が番組表の4頁目に掲載されていたのを、BSデジタル放送の番組表を拡充したことから、地域版にそれぞれの県域局1局のみが掲載するようにしたが、「地域面に移動したことで使いづらくなった」「自分の県以外の局が見られる状態なのにその局の番組表がないと不便だ」という意見が殺到、このため5月11日からBSデジタル放送の番組表のサイズを維持しつつ、4頁目に独立U局を掲載するように戻した。また、2011年3月16日まではNHK Eテレのマルチ編成時のサブチャンネルの番組表を掲載していた。その後4K・8K放送の開始やBSデジタル放送の一部閉局などもあり、1頁目ではNHK BS4K/8Kの追加とTOKYO MX1/2の配置変更、4頁目には不定期に番組表が2頁目に掲載されていたFOXとナショナルジオグラフィックが移動している。
また、2008年12月までは金曜夕刊に「TVウィークリー」というタイトルで、2009年1月からはサンデー版に「週間テレビガイド」というタイトルで、週間番組表を掲載している。金曜夕刊時は土曜起点でNHK総合・教育、在京キー局、MXとNHK BS1/2、WOWOWの番組表を掲載していたが、サンデー版に移動してからは月曜起点に変更し、NHK BShiの番組表と番組解説記事を追加、2011年3月末からはNHKのBSチャンネルの再編に合わせて、NHK・民放キー局系・WOWOW（2011年11月からはWOWOWプライム）・BS11・TwellVの番組表を掲載している。
2、3頁には下述のように番組解説や読者評だけでなく、芸能・娯楽・放送メディア関連の記事が多く掲載されており、中には担当記者によるドラマ評や上滝徹也日本大学教授のドラマ月評、地上波・BSでの映画の月間放送予定表、NHK連続テレビ小説の主演女優による連載コラム、タレントや俳優など著名人によるコラム、さだまさしと倉本聰の連載エッセイ、記事各番組の担当プロデューサーによる現場の声なども掲載されている。2010年10月からはこれまで土曜日の夕刊に掲載されていた歌舞伎・落語などの伝統芸能関連記事を月曜日（当初は日曜日）に掲載、2014年1月からは小劇場での公演予定など舞台関連記事も掲載している。また、ラジオ番組の解説では、「ラジオ深夜便」の解説が他紙より詳しいことが特徴となっている。2014年4月から紙面刷新で文化・娯楽面となり、曜日毎にテーマ（月曜：本、火曜奇数週：音楽、火曜偶数週：美術、水曜：笑い、木曜：劇場・映画、金曜：伝統芸能、土曜：放送、日曜：芸能）を決めて記事を編成している。
テレビ・ラジオ欄は一時期、名古屋の中日新聞社本社で製作されていた（東京本社はその頃、電算写植のシステムが導入されて無かったため）。
なお、地域面のしたまち版にはかつしかFMの番組表も掲載されている。これは同局が東京新聞ニュースを放送していたためとみられる。また、川崎版にもかわさきFMの番組表が掲載されている。これは同局が東京新聞ニュースを現在も放送しているためとみられる。

### 番組欄のページ構成
（2025年1月現在。局名末尾の数字はリモコンキーID）
- 1頁：在京キー局・TOKYO MX・NHK衛星放送番組表
  - 地上波：NHKテレビ（東京） 1・NHK Eテレ（東京） 2、日本テレビ 4、テレビ朝日 5、TBSテレビ 6、テレ東 7、フジテレビ 8、TOKYO MX1・2 9
  - BSデジタル：NHK BS BS1、BS10スターチャンネル BS10サブ、BS松竹東急 BS260
- 2頁：番組の解説、芸能・娯楽記事、各種ランキング（視聴率、CD売上げ等）、「反響」（放送に関する読者投稿。なお、批判の場合、批判の対象者の名は東京新聞側の配慮で伏せられているが、大抵想像し易く形容されている。投稿内容は辛口なものが多く、中には「〜という女優は髪をピンで留めたほうがいい」といった個人的な意見も多数見られる。）
- 3頁：文化・娯楽・芸能・放送メディア関連記事、「言いたい放談」（日替わりコラム）、
- 4頁：地上波独立局（TOKYO MXを除く）・BS・ラジオ番組表（関東地方全域・静岡版共通）
  - 地上波：tvk 3、チバテレ 3、テレ玉 3、とちぎテレビ 3、群馬テレビ 3
  - BSデジタル：BS日テレ BS4、BS朝日 BS5、BS-TBS BS6、BSテレ東 BS7、BSフジ BS8、WOWOW プライム・ライブ・シネマ BS9、BS10 BS10、BS11 イレブン BS11、BS12 トゥエルビ BS12 、放送大学テレビ BS231、BSよしもと BS265、J SPORTS 1・2・3 BS242・243・244、NHK BSP4K BS4K1、NHK BS8K BS8K2、日本映画専門チャンネル BS255
  - ラジオ：NHK第1（東京）・第2・FM、TBSラジオ、文化放送、ニッポン放送、ラジオ日本、TOKYO FM、J-WAVE、interfm、NACK5、ラジオNIKKEI、FMヨコハマ、BAYFM、RADIO BERRY、栃木放送（※スペースの都合からか24時以降の番組が記されていない）、放送大学ラジオ BS531

2021年3月ごろまでは茨城放送（LuckyFM）、AFN、FM GUNMA、FM FUJIも収録されていたが、ラジオ深夜便の詳細な番組内容を記載した欄に差し替えられた都合で省略された。

### 静岡版
2018年9月30日までは、関東地方向け紙面をそのまま掲載。静岡県のテレビ・ラジオ（テレビ静岡（テレしず）、静岡朝日テレビ、静岡放送（テレビ・ラジオ）、静岡第一テレビ（Daiichi-TV）、K-MIX）の番組表は、県域面に小サイズで掲載していた。なお、NHK静岡放送局の番組表はテレビ・ラジオともに非掲載（関東向け番組表で補完）だった。
2018年10月1日より、中1頁の地上波テレビのみ静岡版独自編集となった。前後するかたちで、2018年9月30日からサンデー版「週間テレビガイド」も静岡版独自編集に切り替わった（中日新聞東海本社版と同一内容）。静岡版独自編集に踏み切った理由は、県内CATV局で行われていた在京キー局（日テレ・テレ朝・TBS・フジ）の区域外再放送完全終了である。同時に、NHK静岡局のテレビ番組表が掲載されるようになった。配列は以下のとおり。
- 地上波：NHK総合（静岡） 1・NHK Eテレ（静岡） 2、Daiichi-TV 4、静岡朝日テレビ 5、SBS静岡放送 6、テレ東 7、テレしず 8、TOKYO MX1・2 9

2018年10月以降も、静岡県域民放ラジオ局（SBSラジオ、K-MIX）は引き続き県域面での掲載となっている。また、NHK静岡局のラジオ番組表掲載（差し替え）は行われていない。

### 夕刊
- 最終面
  - 地上波：NHKテレビ（東京） 1・NHK Eテレ（東京） 2、日本テレビ 4、テレビ朝日 5、TBSテレビ6、テレ東 7、フジテレビ 8、TOKYO MX1・2 9
  - BSデジタル：NHK BS BS1、NHK BSP4K BS4K1、BS10スターチャンネル BS10サブ
- 中面
  - 地上波：tvk 3、チバテレ 3、テレ玉 3
  - BSデジタル：NHK BS8K BS8K2、BS日テレ BS4、BS朝日 BS5、BS-TBS BS6、BSテレ東 BS7、BSフジ BS8、WOWOWライブ・シネマ BS9、BS11 イレブン BS11、BS12 トゥエルビ BS12 、BS松竹東急 BS260
  - ラジオ：NHK第1（東京）・第2・FM、TBSラジオ、文化放送、ニッポン放送、ラジオ日本、TOKYO FM、J-WAVE、FMヨコハマ、BAYFM、NACK5

## 題字と地紋
東京新聞の題字は1946年に書家の三村秀竹が執筆したものを原形としている。地紋は横線に桜（東京新聞社時代は花びらが散っていた）。

## 東京新聞デジタル
2014年8月1日より東京新聞電子版を開始、パソコンやスマートフォン、タブレットなどで東京新聞の紙面イメージが日本全国や海外で閲覧できるようになった。東京新聞を最後に在京主要一般紙6紙全てが電子版（紙面イメージ）のサービスを導入した。2024年11月14日にニュースサイト「東京新聞 TOKYO Web」をリニューアルするとともに電子版を統合した新サービス、東京新聞デジタルを開始した。
ニュースサイトの刷新で他紙のサイト同様に会員のみが閲覧できる記事や、記事へのコメント機能を追加。会員の種別は無料登録可能で会員限定記事の閲覧可能数などに制限のあるエントリー会員、全ての記事が読めるスタンダード会員、電子版紙面を閲覧可能なプレミアム会員（学割プラン、宅配購読者向けプランもあり）で大別される。システム面では朝日新聞による朝日新聞デジタルなどと同様の形態となっている。このため姉妹紙である中日新聞・北陸中日新聞・日刊県民福井の読者会員サービス「中日新聞プラス」とは異なり、宅配購読者向けプラン以外に関しては購読の有無やエリアを問わず加入可能となっている。また中日新聞プラスのプレミアム会員は東京新聞の電子版紙面を閲覧可能だが、東京新聞デジタルの会員限定記事の閲覧や過去記事検索、コメント機能は使用できない。

## 海外提携メディア
- 大韓民国：ソウル新聞
- フランス：リベラシオン

## 関連放送事業者

### 関東地方
- フジテレビジョン（CX）
- 東京メトロポリタンテレビジョン（TOKYO MX）
- テレビ神奈川（tvk）
- 千葉テレビ放送（チバテレビ、CTC）
- テレビ埼玉（テレ玉、TVS）
- 群馬テレビ（GTV）
- とちぎテレビ（GYT）

### 関東地方以外
※ニュースを配信している会社は★印。
- CBCテレビ★
- CBCラジオ★
- 東海ラジオ放送（JOSF）★
- 東海テレビ放送（THK）★
- 三重テレビ放送（MTV）★
- テレビ愛知（TVA）★
- エフエム愛知（FM AICHI）
- ZIP-FM
- エフエム岐阜（旧岐阜エフエム放送　Radio 80）★
- 三重エフエム放送（radio cube FM三重）★
- テレビ静岡（SUT）★
- 静岡エフエム放送（K-MIX）★
- 静岡朝日テレビ（SATV）

- 長野放送（NBS）★
- びわ湖放送（BBC）★
- エフエム滋賀（e-radio）★
- 石川テレビ放送（ITC）★
- 北陸朝日放送（HAB）- ニュース提供関係はないが、資本関係がある。
- エフエム石川（FM石川）★
- 富山テレビ放送（BBT）★
- 富山エフエム放送（FMとやま）★
- 福井テレビジョン放送（FTB）★
- 福井エフエム放送（FM福井）★
- エフエム北海道（AIR-G'）- ニュース提供関係はないが、資本関係がある。